# Šampanjščina
Šampanjščina (šampanjsko champaignat, francosko champenois) je romanski jezik, ki spada v skupino oilskih jezikov (langues d'oïl). Govori se ga v Franciji v zgodovinski pokrajini Šampanja (provinca). Na zahodu so se šampanjska narečja zlila s standardno francoščino, na vzhodu pa se je jezik bolj ohranil in naj bi ga po ocenah govorilo še okoli 200 000 ljudi, sploh v Ardenih. V Belgiji ga govorijo v občini Vresse-sur-Semois z 2600 prebivalci v dolini reke Semois. Šampanjščino UNESCO Red Book of Endangered Languages označuje za ogroženo. 
1. ↑  
Moseley, Christopher, ur. (2010). Atlas of the World's Languages in Danger. Memory of Peoples (3rd izd.). Paris: UNESCO Publishing. ISBN 978-92-3-104096-2. Pridobljeno 11. aprila 2015.